# Sundance Power Plant
Sundance Power Plant est une communauté située dans la province d'Alberta, dans le centre.